# The Dream Syndicate
Ne doit pas être confondu avec Dream Syndicate.
The Theatre of Eternal Music (Le Théâtre de la Musique éternelle), plus connu aujourd'hui sous le nom de The Dream Syndicate (Le Syndicat du Rêve), était une formation musicale du milieu des années 1960 centrée sur la musique expérimentale et particulièrement sur le drone. Elle incluait La Monte Young, John Cale et Angus MacLise. 

## Histoire
En 1964 le groupe était constitué de Young et Marian Zazeela au chant, Tony Conrad et John Cale, aux cordes, ainsi qu'épisodiquement Terry Riley au chant. Plus tard, Rhys Chatham intègre le groupe au chant. À partir de 1966, Young maintient l'ensemble en activité malgré des interruptions dues à un manque de moyens financiers, vu le caractère pharaonique du projet.
La plupart des morceaux ont de longs titres, tels que par exemple The Tortoise Recalling the Drone of the Holy Numbers as they were Revealed in the Dreams of the Whirlwind and the Obsidian Gong, Illuminated by the Sawmill, the Green Sawtooth Ocelot and the High-Tension Line Stepdown Transformer. De la même manière, les œuvres sont souvent d'une durée extrêmement étendue, beaucoup de morceaux n'ont ni commencement ni fin, et existent avant et après chaque interprétation. Young et Zazeela ont un rythme de sommeil également étendu, leurs "jours" durant plus de vingt-quatre heures.
Sur leur album de 1973, on peut entendre Jon Hassell à la trompette, Garrett List au trombone, Young à l'ondulateur et au chant, et Zazeela au chant également.

## Discographie
- La Monte Young, Marian Zazeela, The Theatre of Eternal Music - Dream House 78' 17" (en) (Shandar, 1973)
- John Cale, Tony Conrad, Angus MacLise, La Monte Young, Marian Zazeela - Inside the Dream Syndicate, Volume I: Day of Niagara (en) (Table of the Elements, 2000)

## Source
- (en) Cet article est partiellement ou en totalité issu de l’article de Wikipédia en anglais intitulé « Theatre of Eternal Music » (voir la liste des auteurs).